# إيلزة ليختن شتيتر
إيلزة ليختن شتيتر (10 سبتمبر 1901 - 23 مايو 1991) كانت مستشرقة يهودية أمريكية من أصل ألماني، هربت من ألمانيا النازية ودرست لغات وفلسفة الشرق الأوسط وقامت بالتدريس في جامعة هارفارد.

## حياتها وعملها
ولدت إيلزة ليختن شتيتر في هامبورغ ، ألمانيا، في 10 سبتمبر 1901. كان والدها العالم جاكوب ليختن شتيتر مدرِّس في Talmud-Tora-Schule. حصلت على شهادة أبيتور عام 1922 في مدرسة الدير ثم أصبحت معلمة أثناء دراستها اللغات السامية والفلسفة في جامعة فرانكفورت عام 1927. بعد وقت قصير من حصولها على درجة الدكتوراه في الشعر العربي القديم عام 1931، توفي مشرفها المؤثر جوزيف هورفتس .   وفقًا لجونستون بلوم، "غالبًا ما تشير ليختن شتيتر إلى إرث هورفتس في مساعيها للتعايش اليهودي العربي."  تُعرف إيلزة ليختن شتيتر عربياً من خلال عنايتها بكتاب المحبر لابن حبيب.

## أعمال محددة
- The Nasib of the ancient Arabic Qaside, in: Islamica 5 (1932), pp. 18-96.
- Women in the Aiyâm Al-ʻArab: A Study of Female Life During Warfare in Preislamic Arabia, 1935.
- From particularism to Unity: Race, Nationality and Minorities in the early Islamic Empire, in der "Islamic Culture", Jg. XXIII (1949), S. 251–280.
- A Note on the Gharaniq and Related Qur'anic Problems, in: Israel Oriental Studies, Jg. 5 (1975), S. 54–61.
- And Become Ye Accursed Apes, in: Jerusalem Studies in Arabic and Islam, Jg. 14 (1991), S. 153–175.[4]